# Sardinella tawilis
Тавіліс, прісноводна сардинка (Sardinella tawilis) — риба роду Sardinella, що живе суто на Філіппінах. Це єдиний представник роду Sardinella, який, як відомо, повністю живе у прісній воді. На філіппінській мові вони знані як тавіліс.
S. tawilis внесено до міжнародного каталогу страв філіппінської кухні, що перебувають під загрозою зникнення, у списку «Ковчег смаку» від руху Slow Food.
У січні 2019 року Міжнародний союз охорони природи оголосив S. tawilis зникаючим видом.

## Етимологія та таксономічна історія
Сардинелла — це зменшувальне від грецького сарда, що буквально означає «маленька сардина».
Цей вид був спочатку ідентифікований та названий у 1927 році як Harengula tawilis Альбертом Вільямом Ерре, начальником відділу рибальства Бюро науки в Манілі. Пізніше вид був переведений до відповіднішого та таксономічно точнішого роду, Sardinella.

## Опис
S. tawilis — невелика риба, що досягає до 15 см і вагою менше 30 г. Як і інші члени їхньої родини, вони мають стиснуті з боків тіла, вкритими жорсткими лускоподібними щитками. Вони мають один трикутний спинний плавець і роздвоєний хвостовий плавець. У роті у них довгі тонкі зяброві граблі.

## Поширення та середовище існування
Популяції S. tawilis зустрічаються лише в озері Тааль у провінції Батангас на острові Лусон на Філіппінах. Озеро Тааль — третє за величиною озеро на Філіппінах, розташоване в кальдери стародавнього вулкана. До недавньої історії озеро було лише продовженням повністю морської затоки Балаян, з'єднаної каналом, який звужувався з часом і протікав у вигляді річки. Великі виверження у 18 столітті по суті відгородили озеро від моря, врешті-решт призвели до того, що його води стали прісними. Вважається, що S. tawilis є одним із небагатьох колишніх морських видів, що потрапили в озеро, які еволюціонували у чисто прісноводні види.

## Поведінка
С. tawilis, як члени його сім'ї, є епіпелагічних фільтратором, використовуючи свої зябри, щоб ловити планктон з води, поки вона плаває з відкритим ротом. Вони бродять по озеру великими косяками, трохи нижче поверхні, оскільки вулканічна (і, отже, осадова) природа озера обмежує їх планктонну їжу на поверхні.
Прісноводна сардинела може ковтати більшу здобич, таку як дорослі веслоногі раки, коловертки і гіллястовусі. Протягом літніх місяців, коли щільність менших веслоногих раків значно вища, вміст їх шлунка складався переважно з каланоїдних веслоногих раків.
Про їх розмноження відомо небагато. Відомо, що популяція нереститься з квітня по липень, коли температура на поверхні найвища.
Після виверження вулкана Таал у 2020 році відтворення виду скоротилося.

## Практичне використання
Попри загрозливий статус, запаси в озері Тааль комерційно виловлюються протягом кількох десятиліть. Вона є популярною харчовою рибою на Філіппінах, і тонни риби відправляють в більшість великих міст країни. У місцевих супермаркетах і ринках зазвичай є лоток, присвячений суто цьому виду. 
На місцевій тагальській мові цей вид зазвичай називають tawilis. На мові себуано назва риби tunsoy.
Крім споживання в сирому вигляді, тавіліс також переробляють на різні харчові продукти: сушені, солоні, також коптять і зберігають в олії, продають у комерційних цілях. 

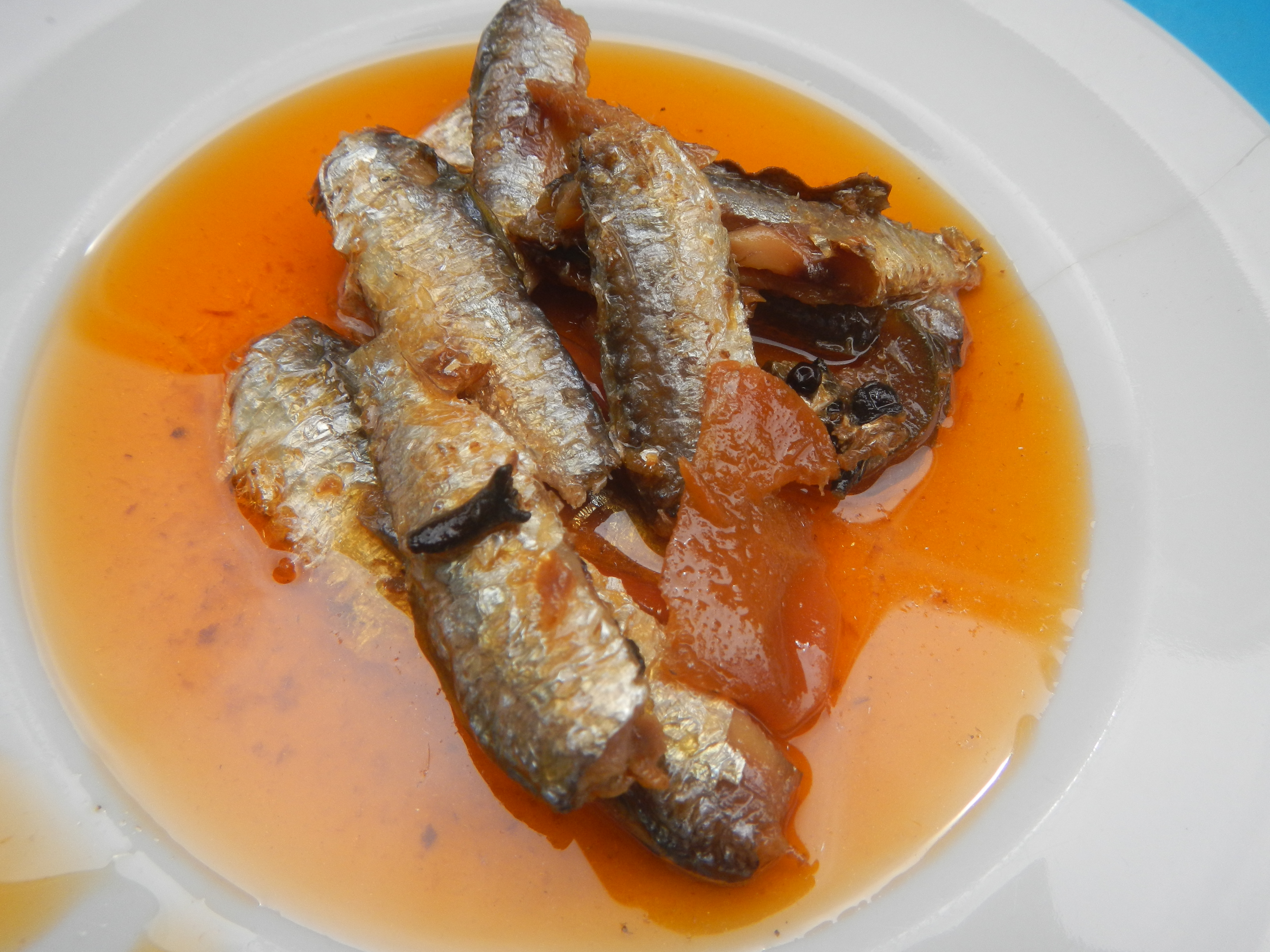
Sardinella tawilis  як їжа
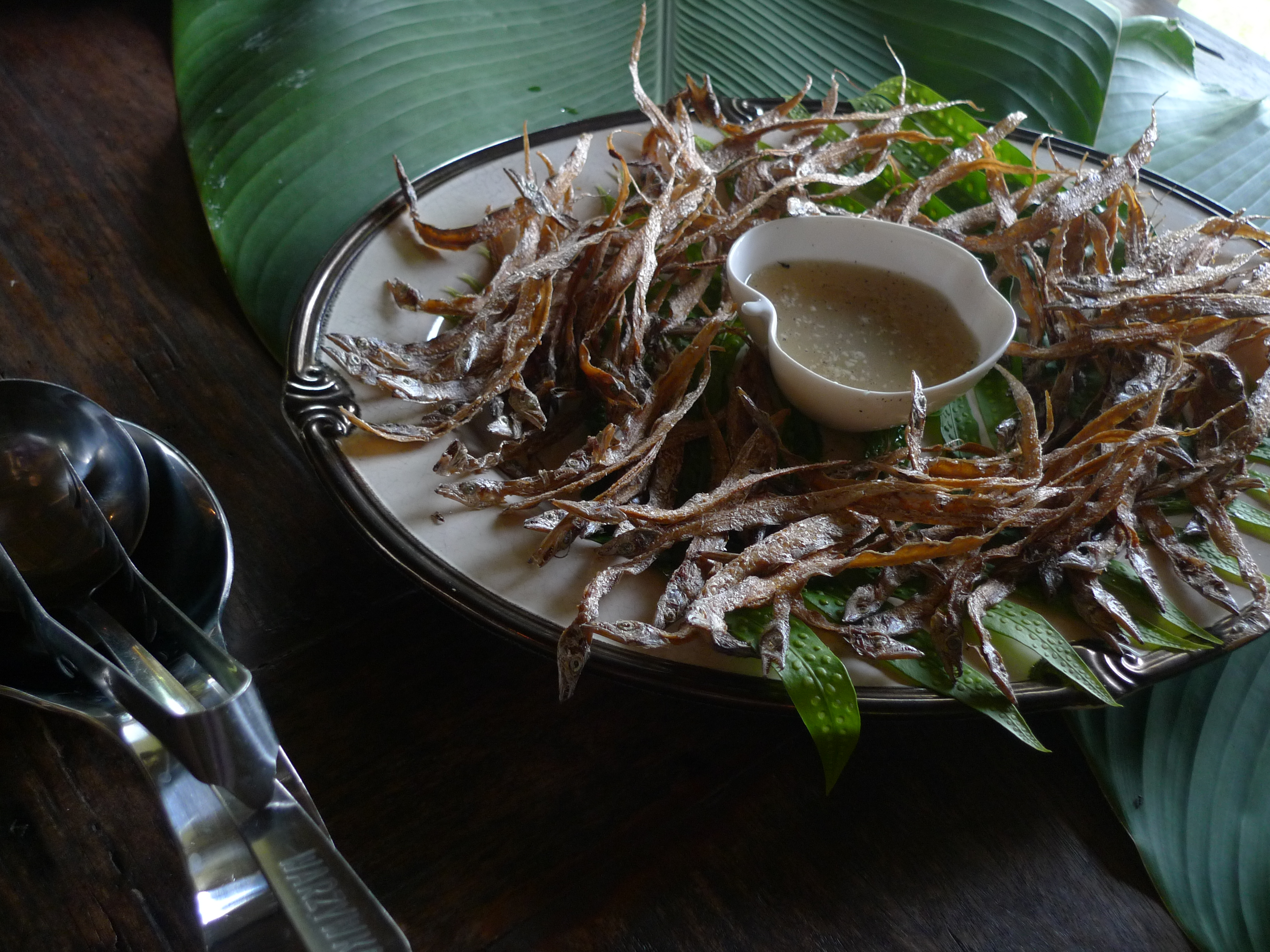
Страва з Sardinella tawilis
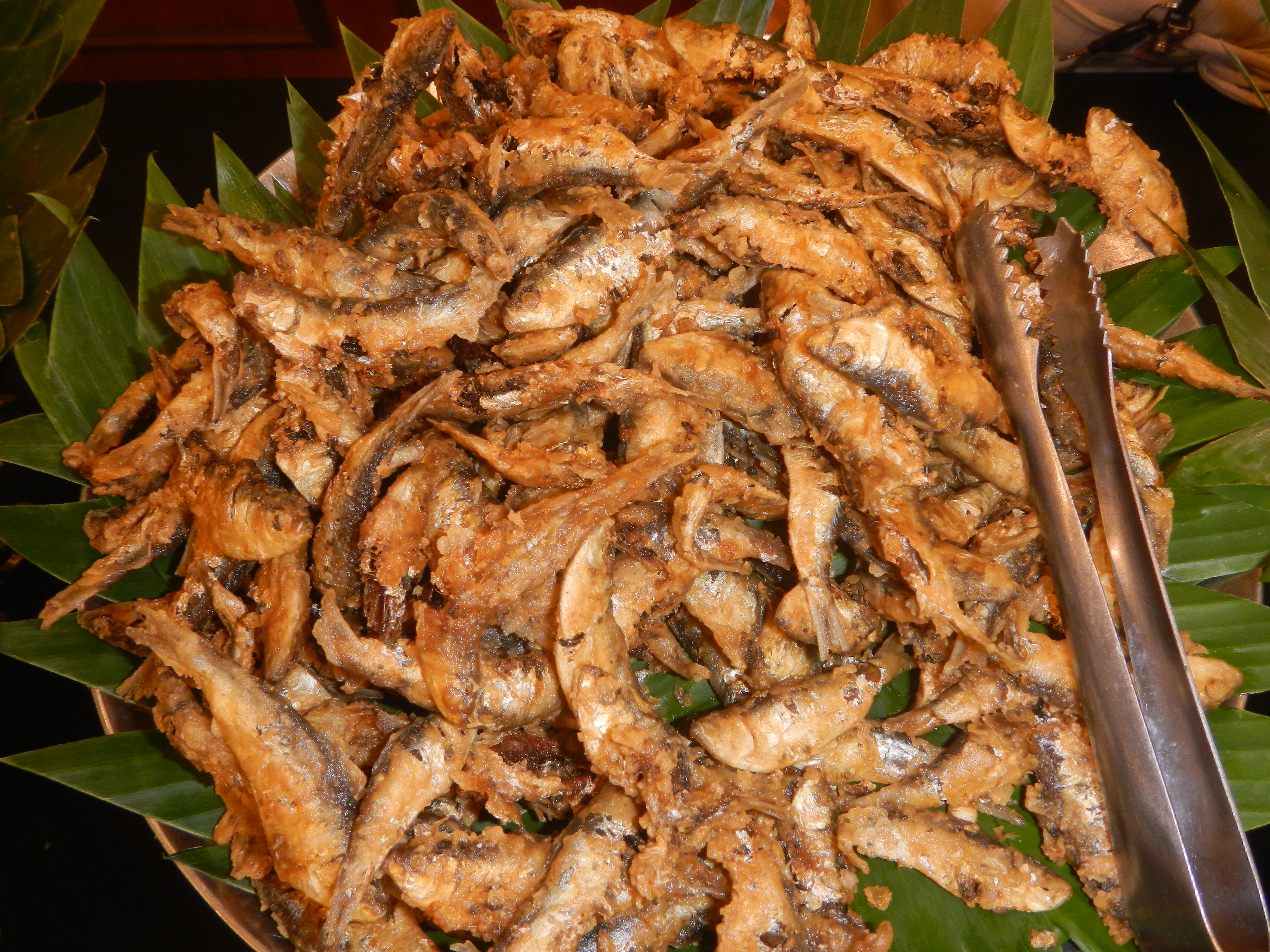
Страва з Sardinella tawilis
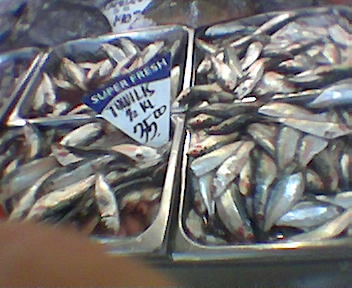
Sardinella tawilis в магазині

## Збереження
Виживанню виду загрожує надмірний вилов. Як і для всіх видів, які складаються з однієї популяції в одному місці, місцеве вимирання призведе до вимирання виду. У міру зростання населення Філіппін попит на тавіліс зростатиме. Згідно зі звітом Червоного списку МСОП, який було підготовлено минулого 28 лютого 2017 року та опубліковано в 2018 році, вилов тавіліс почав скорочуватися з 1998 року через надмірний вилов риби, незаконне використання активних знарядь лову та погіршення стану якість води в озері Тааль. Повідомляється, що за останні 10 років вилов тавіліс знизився щонайменше на 50 відсотків. Через це МСОП вніс тавіліс до списку зникаючих.
У лютому 2021 року деякі тавіліс були вивезені з озера Тааль через посилення вулканічної активності вулкана Тааль. Це проєкт збереження, який очолює Рада з питань сільського господарства, водних і природних ресурсів при Департаменті науки і техніки, по переселеню тавілі на лімнологічну станцію Філіппінського університету Лос-Баньос.